# Gran Premio de Montreal 2014
La 5.ª edición del Gran Premio de Montreal fue una carrera ciclista que se disputó el 14 de septiembre de 2014 en la ciudad de Montreal. Se llevó a cabo en el mismo circuito de ediciones anteriores, de 12,1 km, al que se le dieron 17 vueltas para completar un total de 205,7 km.
El recorrido incluyó tres cotas por vuelta: Camilien-Houde (1,8 km al 8 %), Cotê de la Plytechnique (0,8 km al 6 %) y la Avenue du Parc donde estaba la llegada (0,6 km al 4 %).
La carrera perteneció al UCI WorldTour 2014.

## Equipos participantes
Tomaron parte en la carrera los mismos equipos que participaron del Gran Premio de Quebec (carrera que se realizó dos días antes), y los mismos ciclistas. 
| Equipo                  | Cód. UCI | Jefe de filas          |
| ----------------------- | -------- | ---------------------- |
| Ag2r La Mondiale        | ALM      | Jean-Christophe Péraud |
| Astana Pro Team         | AST      | Jakob Fuglsang         |
| Belkin-Pro Cycling Team | BEL      | Bauke Mollema          |
| BMC Racing Team         | BMC      | Greg Van Avermaet      |
| Cannondale Pro Cycling  | CAN      | Moreno Moser           |
| Team Europcar           | EUC      | Bryan Coquard          |
| FDJ.fr                  | FDJ      | Arnold Jeannesson      |
| Garmin Sharp            | GRS      | Ramūnas Navardauskas   |
| Team Katusha            | KAT      | Alexander Kristoff     |
| Lampre-Merida           | LAM      | Rui Costa              |
| Lotto Belisol           | LTB      | Tony Gallopin          |
| Movistar Team           | MOV      | José Joaquín Rojas     |
| Omega Pharma-Quick Step | OPQ      | Zdeněk Štybar          |
| Orica GreenEDGE         | OGE      | Simon Gerrans          |
| Trek Factory Racing     | TFR      | Fränk Schleck          |
| Team Sky                | SKY      | Edvald Boasson Hagen   |
| Team Giant-Shimano      | GIA      | Tom Dumoulin           |
| Tinkoff-Saxo            | TCS      | Michael Rogers         |

| Equipo              | Cód. UCI | Jefe de filas  |
| ------------------- | -------- | -------------- |
| Selección de Canadá | CDN      | Bruno Langlois |

## Clasificación final
| \| Posición \| Ciclista \| Equipo \| Tiempo \| Puntos UCI[2] \| \| \| 1. \| Simon Gerrans \| Orica GreenEDGE \| 5 h 24 min 27 s \| 80 \| \| \| 2. \| Rui Costa \| Lampre-Merida \| m.t. \| 60 \| \| \| 3. \| Tony Gallopin \| Lotto Belisol \| m.t. \| 50 \| \| \| 4. \| Ramūnas Navardauskas \| Garmin Sharp \| m.t. \| 40 \| \| \| 5. \| Romain Bardet \| Ag2r La Mondiale \| m.t. \| 30 \| \| \| 6. \| Tom Dumoulin \| Giant-Shimano \| m.t. \| 22 \| \| \| 7. \| Greg Van Avermaet \| BMC Racing \| m.t. \| 14 \| \| \| 8. \| Jonathan Hivert \| Belkin \| m.t. \| 10 \| \| \| 9. \| Enrico Gasparotto \| Astana \| m.t. \| 6 \| \| \| 10. \| Bauke Mollema \| Belkin \| m.t. \| 2 \| \| |                      |                  |                 |            |  |
| Posición | Ciclista             | Equipo           | Tiempo          | Puntos UCI |  |
| 1. | Simon Gerrans        | Orica GreenEDGE  | 5 h 24 min 27 s | 80         |  |
| 2. | Rui Costa            | Lampre-Merida    | m.t.            | 60         |  |
| 3. | Tony Gallopin        | Lotto Belisol    | m.t.            | 50         |  |
| 4. | Ramūnas Navardauskas | Garmin Sharp     | m.t.            | 40         |  |
| 5. | Romain Bardet        | Ag2r La Mondiale | m.t.            | 30         |  |
| 6. | Tom Dumoulin         | Giant-Shimano    | m.t.            | 22         |  |
| 7. | Greg Van Avermaet    | BMC Racing       | m.t.            | 14         |  |
| 8. | Jonathan Hivert      | Belkin           | m.t.            | 10         |  |
| 9. | Enrico Gasparotto    | Astana           | m.t.            | 6          |  |
| 10. | Bauke Mollema        | Belkin           | m.t.            | 2          |  |

- m.t.: mismo tiempo